# Galanthus gracilis
Galanthus gracilis, jedna od vrsta visibaba, porodica Zvanikovke (Amaryllidaceae) raširena na području Turske, i od Grčke na jugu preko Bugarske i Rumunjske do Ukrajine.
Ovu vrstu povezivali su s vrstom G. elwesii, pa su je smatrali i za njezinu podvrstu G. e. subsp. minor. Danas dostupni taksonomski podaci jasno pokazuju da je G. gracilis je posebna vrsta. Od vrste G. elwesii razlikuje se položajem listova (vernacijom), koji su kod G. gracilis obično uži i općenito manjih dimenzija od G. elwesii.
U divljini cvjeta od veljače do svibnja, a kultivirana od siječnja do ožujka
G. gracilis je opisao 1891. češki botaničar Ladislav Josef Čelakovský i dao joj ime koje znači graciozna ili vitka.

## Sinonimi
- Galanthus elwesii subsp. minor D.A.Webb
- Galanthus elwesii var. stenophyllus Kamari
- Galanthus nivalis subsp. reflexus (Lindl.) K.Richt.
- Galanthus reflexus Lindl.